# Resolução 143 do Conselho de Segurança das Nações Unidas
Resolução 143 do Conselho de Segurança das Nações Unidas, foi aprovada em 17 de julho de 1960, depois de um relatório do Secretário-Geral, com base no Artigo 99 da Carta e um pedido de assistência militar pelo Presidente e Primeiro-Ministro da República Democrática do Congo para proteger seu território, o Conselho solicitou que a Bélgica retirasse as suas tropas do território e autorizou o Secretário-Geral que tome as medidas necessárias para fornecer ao Governo a ajuda militar que as forças de segurança nacional podem ser capazes de satisfazer plenamente suas tarefas.
Foi aprovada com 8 votos, e com 3 abstenções da França, República da China e do Reino Unido.